# Brachynotus foresti
Brachynotus foresti is een krabbensoort uit de familie van de Varunidae. De wetenschappelijke naam van de soort is voor het eerst geldig gepubliceerd in 1968 door Zariquiey Alvarez.